# Xã North, Quận Marshall, Indiana
Xã North (tiếng Anh: North Township) là một xã thuộc quận Marshall, tiểu bang Indiana, Hoa Kỳ. Năm 2010, dân số của xã này là 4.321 người.